# Kabelimetsa
Koordinaten: 59° 23′ N, 27° 21′ O
Kabelimetsa ist ein Dorf (estnisch küla) in der Landgemeinde Kohtla (Kohtla vald). Es liegt im Kreis Ida-Viru (Ost-Wierland) im Nordosten Estlands.

## Beschreibung
Das Dorf hat 72 Einwohner (Stand 1. Januar 2010). Es liegt nordwestlich der Stadt Jõhvi an der Überlandstraße zwischen der estnischen Hauptstadt Tallinn und der russischen Metropole Sankt Petersburg.